# Col du Pendu
Le col du Pendu est un col des monts du Vivarais, situé dans le département de l'Ardèche et la région Auvergne-Rhône-Alpes.

## Situation
Le col du Pendu est localisé à la frontière des communes de Saint-Étienne-de-Lugdarès et d'Astet, près du lieu-dit Bel-Air, à 1 428 mètres d'altitude. Il est situé à la limite du parc naturel régional des Monts d'Ardèche. On y accède par la route départementale 239.

## Cyclisme
Sur son versant nord, depuis le col de la Chavade, ce col est long de 6,75 km à 2,4 %. Sur son versant sud depuis le col du Bez, il a un profil de 3 km à 6,7 % de moyenne avec un pourcentage maximum de 8,5 %. Ce versant sud est grimpé sur les grands parcours de l'Ardéchoise, sur les randonnées cyclotouristes en plusieurs jours.

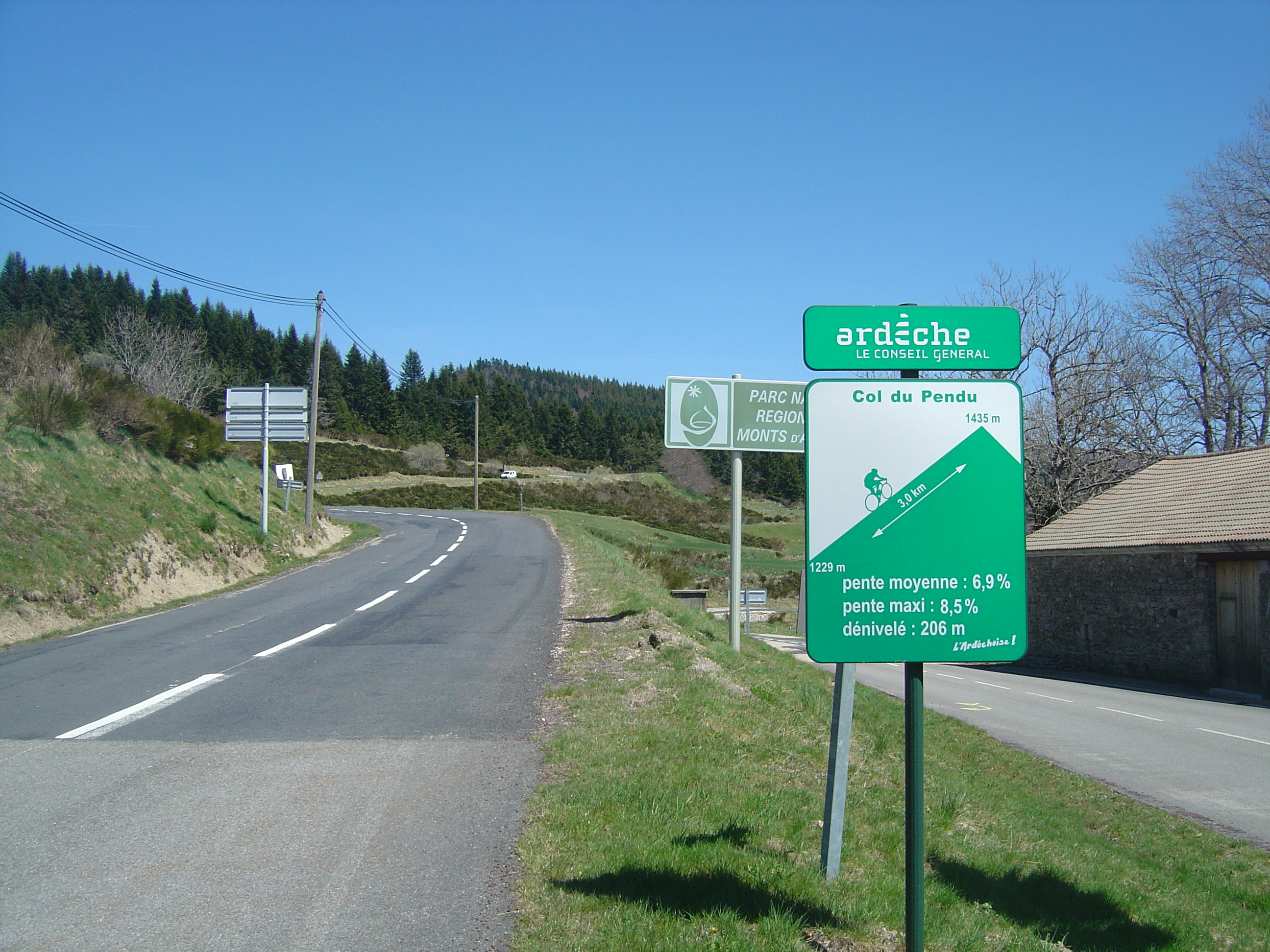
Le pied du col du Pendu au col du Bez.
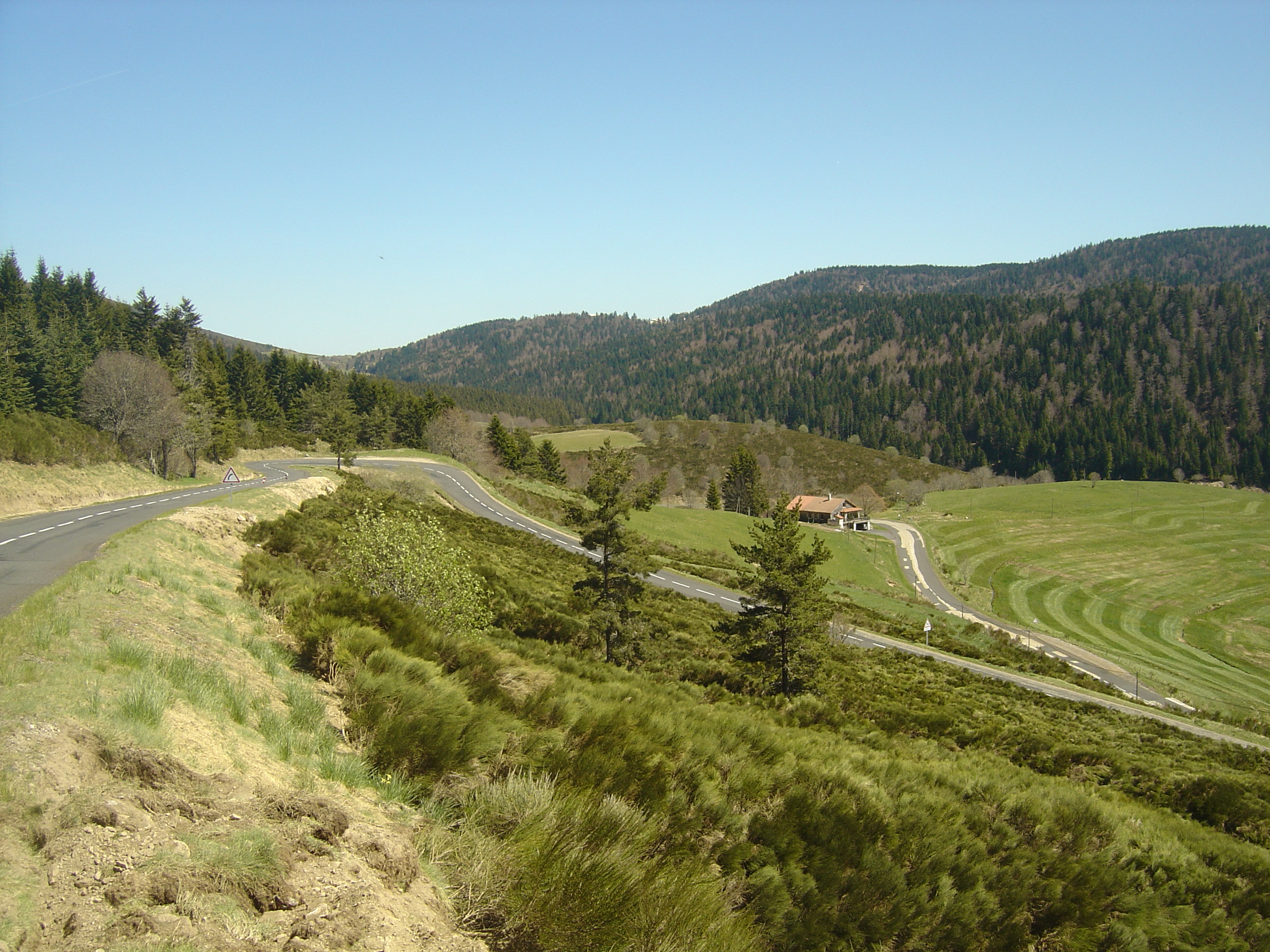
Plus bas la route du début de l’ascension du col du Pendu, sur son versant sud.
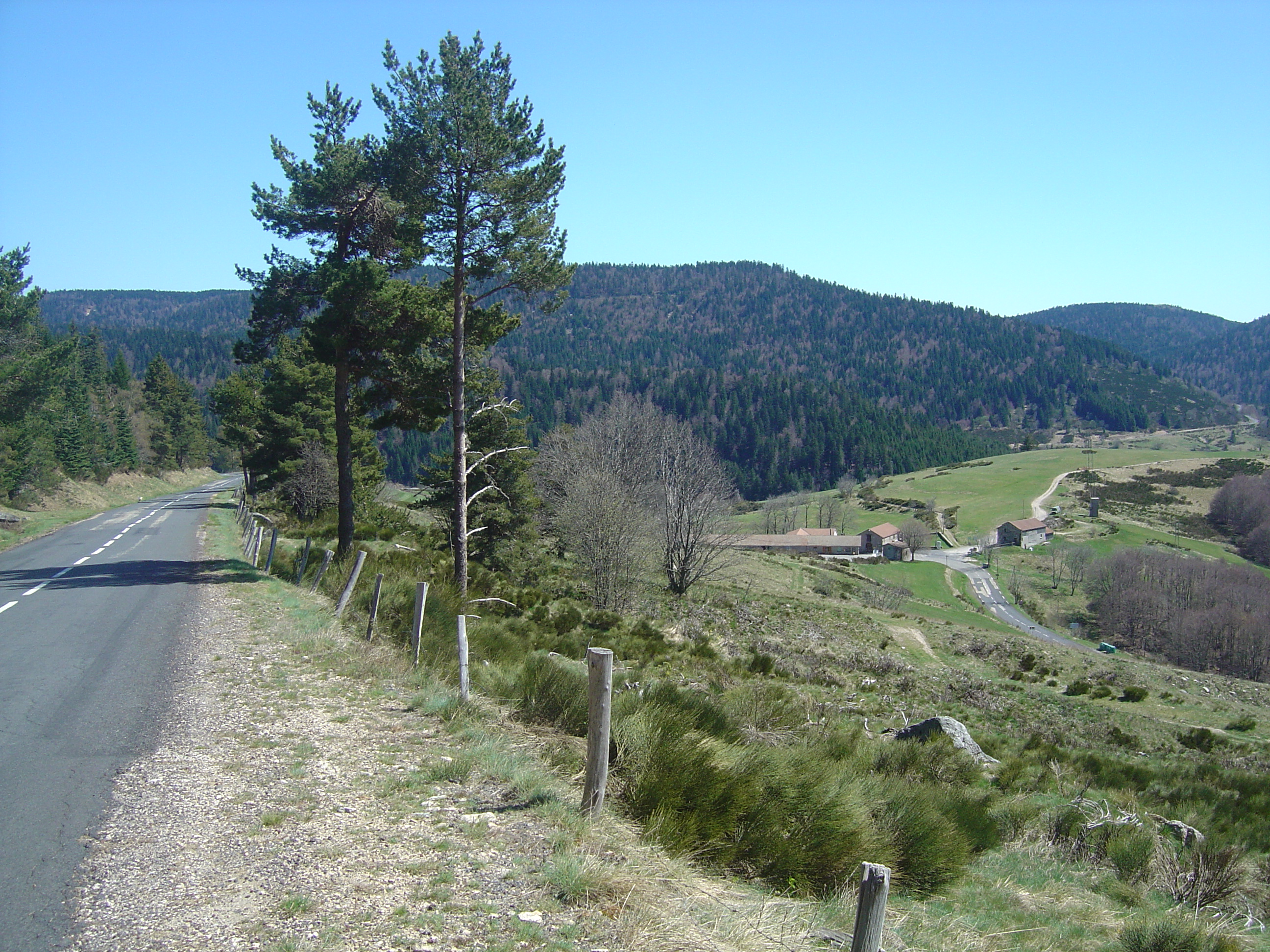
Le col du Bez vu depuis la route du col du Pendu.
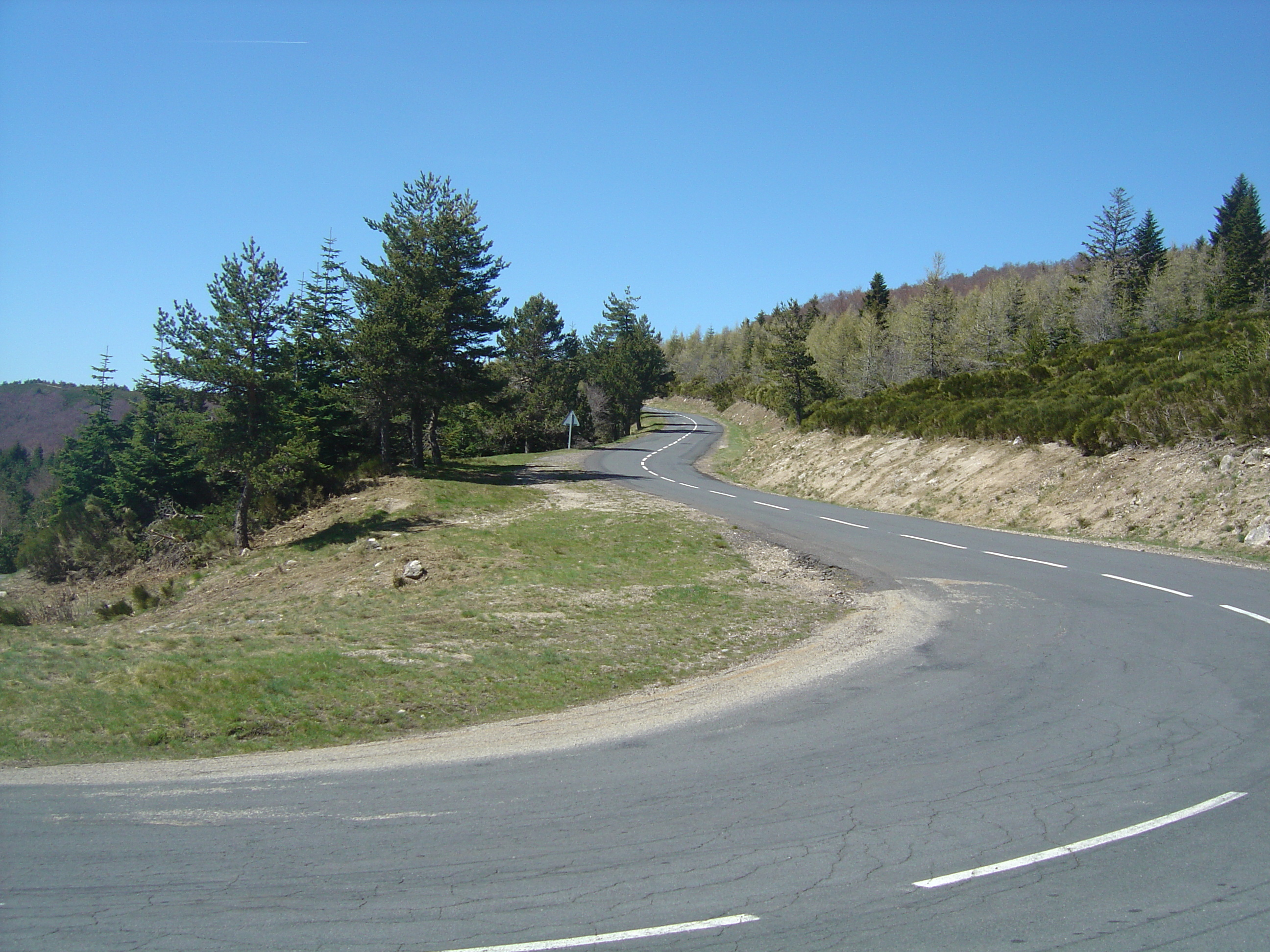
Un lacet sur le versant sud.